# Рариштеа (Констанца)
Рариштеа (рум. Rariștea) насеље је у Румунији у округу Констанца у општини Јон Корвин. Oпштина се налази на надморској висини од 46 m.

## Становништво
Према подацима из 2002. године у насељу је живело 367 становника.

### Попис2002.
| Расподела становништва по националности 2002.‍ | Расподела становништва по националности 2002.‍ | Расподела становништва по националности 2002.‍ | Расподела становништва по националности 2002.‍ | Расподела становништва по националности 2002.‍ |
| --------------------------------------------- | --------------------------------------------- | --------------------------------------------- | --------------------------------------------- | --------------------------------------------- |
|                                               |                                               |                                               |                                               |                                               |
| Румуни                                        | Румуни                                        |                                               | 309                                           | 84,2%                                         |
| Турци                                         | Турци                                         |                                               | 58                                            | 15,8%                                         |